# Fájlkiterjesztés
A fájlkiterjesztés vagy röviden kiterjesztés (angolul filename extension vagy extension) egy olyan információ, amely segíti az operációs rendszert és a felhasználói programokat abban, hogy azonosítsa az állomány típusát.
A fájlkiterjesztés az állomány nevének végén helyezkedik el, attól ponttal elválasztva.
Például az „abcd.txt” állománynév egy abcd nevű szövegfájlt jelent.

## Hossza
A DOS operációs rendszerben a fájlok kiterjesztése maximum 3 karakter lehetett, az újabb rendszereken nincsen korlátozva.

## Használata
A fájlnévkiterjesztések egyfajta metaadatnak tekinthetők. Ezeket általában arra használják, hogy információt adjanak arról, hogy az adatok hogyan tárolhatók a fájlban. A pontos meghatározás, amely megadja a fájlnév nevének meghatározására vonatkozó kritériumokat, a használt fájlrendszer szabályai közé tartozik; általában a kiterjesztés az a pont, amely a pont karakter utolsó előfordulását követi (ha van, például: txt a readme.txt fájlnév kiterjesztése, és html az mysite.index.html kiterjesztése). Néhány mainframe rendszerek, például a VM, a VMS és a PC rendszerek, mint a CP / M és a származékos rendszerek, például az MS-DOS fájlrendszereiben a kiterjesztés egy külön névtér a fájlnévtől. A Microsoft DOS és Windows alatt az olyan kiterjesztések, mint az EXE, a COM vagy a BAT, azt jelzik, hogy egy fájl programfuttatható. Az OS / 360-ban és az utódokban az adatállomány neve az utolsó periódust követően bizonyos szoftverek, például a TSO EDIT kiterjesztésként kezelendő, de nincs különösebb jelentősége az operációs rendszer számára; ugyanez vonatkozik az MVS Unix fájljaira.
A UNIX-szerű operációs rendszerek fájlrendszerei nem különítik el a kiterjesztés metaadatait a többi fájlnévtől. A pont karakter csak egy másik karakter a fő fájlnévben. A fájlnév nem tartalmazhat kiterjesztéseket, egyetlen kiterjesztést vagy több kiterjesztést. Egynél több kiterjesztés általában beágyazott átalakításokat, például fájlokat.tar.gz (a .tar azt jelzi, hogy a fájl egy vagy több fájl tar archívuma, és a .gz azt jelzi, hogy a tar archívumfájl gzip-rel tömörítve van). A fájlokat átalakító vagy létrehozó programok hozzáadhatják a bemeneti fájlnevekből levezetett nevek megfelelő kiterjesztését (kivéve, ha kifejezetten megadják a kimeneti fájl nevét), de a fájlokat olvasó programok általában figyelmen kívül hagyják az információt; leginkább az emberi felhasználó számára készült. Gyakoribb, különösen a bináris fájlokban, hogy a fájl magában foglalja a tartalmát leíró belső metaadatokat. Ez a modell általában megköveteli a teljes fájlnevet a parancsokban, míg a metaadat-megközelítés gyakran lehetővé teszi a kiterjesztés elhagyását.
A Windows VFAT, NTFS és ReFS fájlrendszerei nem különítik el a kiterjesztés metaadatait a többi fájlnévtől, és több kiterjesztést engedélyeznek.
A grafikus felhasználói felületek megjelenésével felmerült a fájlkezelés és az interfész viselkedés kérdése. A Microsoft Windows lehetővé tette, hogy több alkalmazás társítható egy adott kiterjesztéshez, és különböző műveletek álltak rendelkezésre a kívánt alkalmazás kiválasztásához, például egy helyi menü, amely a fájl megtekintésének, szerkesztésének vagy nyomtatásának lehetőségét kínálja. A feltételezés még mindig az volt, hogy bármelyik kiterjesztés egyetlen fájltípust jelent; a kiterjesztés és az ikon közötti egyértelmű térképezés történt.
A klasszikus Mac OS teljes egészében elhelyezte a fájlnév alapú kiterjesztés-metaadatokat; helyette a fájlformátum azonosítására külön fájltípus-kódot használt. Ezenkívül egy létrehozó kódot is meghatároztak annak meghatározására, hogy melyik alkalmazás induljon el, amikor a fájl ikonja duplán kattint. A macOS azonban fájlnév-utótagokat, valamint típus- és alkotókódokat használ a UNIX-szerű NeXTSTEP operációs rendszerből származó következmények következtében

## Kiterjesztés elrejtése
Az újabb Windows operációs rendszerekben a fájlkiterjesztés megjelenítése (a „Mappa beállításai” alatt) alapbeállításként ki van kapcsolva. Ez azt jelenti, hogy csak az állomány neve, az utolsó pont előtti rész jelenik meg. Ez kezdő felhasználóknál azért hasznos, mert a fájlkiterjesztés üresen hagyása esetén az operációs rendszer nem tudja eldönteni, hogy milyen programmal nyissa meg a fájlt, ezért az használhatatlanná válik.

## Lásd még
- Fájlkiterjesztések listája